# Cari fottutissimi amici (album)
| Recensione | Giudizio |
| ---------- | -------- |
| Ondarock   | 6.5      |

Cari fottutissimi amici è il dodicesimo album in studio del gruppo musicale italiano Zen Circus, pubblicato il 27 maggio 2022 da Capitol Records e Universal.

## Descrizione
Anticipato da tre singoli, il disco vede in ogni traccia la partecipazione di un altro artista: Brunori Sas, Management, Speranza, Luca Carboni, Motta, Emma Nolde, Fast Animals and Slow Kids, Claudio Santamaria, Ditonellapiaga e Musica da Cucina. Nei formati fisici (CD e vinile) è contenuto anche il singolo Canta che ti passa con La Rappresentante di Lista, uscito nel 2019.

## Tracce
1. Ok boomer (feat. Brunori Sas) – 3:27
2. Canta che ti passa (feat. La Rappresentante di Lista) – 3:37
3. Voglio invecchiare male (feat. Management) – 4:19
4. Figli della guerra (feat. Speranza) – 3:10
5. Ragazza di carta (feat. Luca Carboni) – 4:01
6. Caro fottutissimo amico (feat. Motta) – 11:49
7. Il diavolo è un bambino (feat. Emma Nolde) – 3:46
8. Johnny (feat. Fast Animals and Slow Kids) – 4:50
9. 118 (feat. Claudio Santamaria) – 3:38
10. Meravigliosa (feat. Ditonellapiaga) – 3:53
11. Salut les copains (feat. Musica da Cucina) – 4:07

Durata totale: 50:37

## Formazione
- Andrea Appino – voce (1-10), chitarre (1-10), sintetizzatore (4, 6-10), pianoforte (6, 11), mandola (6)
- Massimiliano "Ufo" Schiavelli – basso (1-10), slide guitar (6), chitarra (11)
- Karim Qqru – batteria (1-10), percussioni (6, 10-11)
- Francesco "Maestro" Pellegrini – chitarra (2-5, 7), fagotto (6, 11), dodici corde (6)
- Fabrizio "Il Geometra" Pagni – pianoforte (1, 3, 5-6), sintetizzatore (4), arrangiamento fiati (4), fender rhodes (7)

## Classifiche
| Classifica (2022) | Posizione massima |
| ----------------- | ----------------- |
| Italia            | 17                |